# Maratón de Chicago de 2022
La Maratón de Chicago de 2022 fue una prueba deportiva que se celebró en aquella ciudad estadounidense el 9 de octubre de 2022. Fue la cuadragésima cuarta edición de la Maratón de Chicago, que se organizó por primera vez en 1977. Benson Kipruto ganó la prueba masculina; Ruth Chepngetich, la femenina; Marcel Hug, la masculina en silla de ruedas, y Susannah Scaroni, la femenina en silla de ruedas.

## Resultados
Tan solo se muestran los diez primeros clasificados de las modalidades masculina y femenina y los tres primeros en las de silla de ruedas.

### Masculina
| Posición          | Corredor            | Nacionalidad   | Tiempo  |
| ----------------- | ------------------- | -------------- | ------- |
| Medalla de oro    | Benson Kipruto      | Kenia          | 2:04:24 |
| Medalla de plata  | Seifu Tura Abdiwak  | Etiopía        | 2:04:49 |
| Medalla de bronce | John Korir          | Kenia          | 2:05:01 |
| 4                 | Bernard Koech       | Kenia          | 2:07:15 |
| 5                 | Shifera Tamru Aredo | Etiopía        | 2:07:53 |
| 6                 | Kyohei Hosoya       | Japón          | 2:08:05 |
| 7                 | Conner Mantz        | Estados Unidos | 2:08:16 |
| 8                 | Hamza Sahli         | Marruecos      | 2:08:22 |
| 9                 | Eric Kiptanui       | Kenia          | 2:08:26 |
| 10                | Dong Guojian        | China          | 2:08:53 |

### Femenina
| Posición          | Corredora              | Nacionalidad   | Tiempo  |
| ----------------- | ---------------------- | -------------- | ------- |
| Medalla de oro    | Ruth Chepng'etich      | Kenia          | 2:14:18 |
| Medalla de plata  | Emily Sisson           | Estados Unidos | 2:18:29 |
| Medalla de bronce | Vivian Jerono Kiplagat | Kenia          | 2:20:52 |
| 4                 | Ruti Aga               | Etiopía        | 2:21:41 |
| 5                 | Waganesh Mekasha Amare | Etiopía        | 2:23:41 |
| 6                 | Susanna Sullivan       | Estados Unidos | 2:25:14 |
| 7                 | Sara Vaughn            | Estados Unidos | 2:26:23 |
| 8                 | Maggie Montoya         | Estados Unidos | 2:28:07 |
| 9                 | Sarah Inglis           | Reino Unido    | 2:29:37 |
| 10                | Makena Morley          | Estados Unidos | 2:30:28 |

### Masculina en silla de ruedas
| Posición          | Corredor         | Nacionalidad   | Tiempo  |
| ----------------- | ---------------- | -------------- | ------- |
| Medalla de oro    | Marcel Hug       | Suiza          | 1:25:20 |
| Medalla de plata  | Daniel Romanchuk | Estados Unidos | 1:33:11 |
| Medalla de bronce | Aaron Pike       | Estados Unidos | 1:33:13 |

### Femenina en silla de ruedas
| Posición          | Corredora        | Nacionalidad   | Tiempo  |
| ----------------- | ---------------- | -------------- | ------- |
| Medalla de oro    | Susannah Scaroni | Estados Unidos | 1:45:48 |
| Medalla de plata  | Tatyana McFadden | Estados Unidos | 1:49:46 |
| Medalla de bronce | Jenna Fesemyer   | Estados Unidos | 1:49:52 |